# Алтенштат (Илер)
Алтенштат (њем. Altenstadt) град је у њемачкој савезној држави Баварска. Једно је од 17 општинских средишта округа Ној-Улм. Према процјени из 2010. у граду је живјело 4.825 становника. Посједује регионалну шифру (AGS) 9775111.

## Географија
Алтенштат се налази у савезној држави Баварска у округу Ној-Улм. Град се налази на надморској висини од 530 метара. Површина општине износи 31,3 km².

## Становништво
У самом граду је, према процјени из 2010. године, живјело 4.825 становника. Просјечна густина становништва износи 154 становника/km².